# ألبرت يونغ (رجل أعمال)
ألبرت يونغ (بالصينية: 楊受成) (3 مارس 1943-)، هو رجل أعمال من هونج كونج. وهو مؤسس ورئيس مجلس إدارة شركة مجموعة الإمبراطور (Emperor Group) ومؤسس ورئيس مصنع سبرينج رول فود.

## وصلات خارجية
- ألبرت يانغ على موقع IMDb (الإنجليزية)
- ألبرت يانغ على موقع قاعدة بيانات الفيلم (الإنجليزية)